# Iris Kammerer
Iris Kammerer (* 16. Februar 1963 in Krefeld) ist eine deutsche Schriftstellerin.
Kammerer studierte nach dem Abitur Germanistik, Geschichte, Klassische Philologie und Philosophie in München und Marburg und arbeitete in verschiedenen kaufmännischen Berufen. Sie schloss ihr Studium 1997 mit einer Studie zur Deutung der Sappho in der Forschung von Wilamowitz bis Latacz ab.
1999/2000 war sie Mitbegründerin des Vereins 42erAutoren – Verein zur Förderung der Literatur e.V.

## Werke
- Der Tribun, München 2004, ISBN 3-453-87359-9
- Die Schwerter des Tiberius, München 2004, ISBN 3-453-87360-2
- Der Pfaffenkönig, Berlin 2006, ISBN 3-7466-2295-6
- Wolf und Adler, München 2007, ISBN 3-453-87362-9
- Varus, Heyne, München 2008, ISBN 3-453-47089-3
- Die Blutsäule, Aufbau, Berlin 2011, ISBN 978-3-7466-2643-7

Außerdem schrieb sie Beiträge für den Autoren-Kalender 2004, der vom 42erAutoren herausgegeben wurde und im Verlag Die Werkstatt erschien (ISBN 3-89533-435-9).